# Volo Thai Airways International 620
Il volo Thai Airways International 620 era un volo passeggeri di linea della Thai Airways International partito da Bangkok a Osaka con scalo a Manila. L'Airbus A300B4-601 subì un'esplosione durante il volo. L'aereo è stato successivamente riparato e non ci sono state vittime. La causa era una bomba a mano portata sull'aereo da un membro della Yamaguchi-gumi. L'aereo fu in grado di atterrare in sicurezza ad Osaka.

## L'aereo
L'aereo coinvolto, HS-TAE, è stato riparato e rimesso in servizio, continuando a volare per Thai Airways International. Nel 2008 il velivolo è stato ceduto ad Unical Aviation e immatricolato come N395EF. In seguito è stato demolito.